# 立風書房 海外SF&ファンタジー
立風書房 海外SF&ファンタジー（りっぷうしょぼうかいがいエスエフ＆ファンタジー）は、立風書房より1979年から1981年にかけて刊行されたSF小説の叢書。ハードカバー。全5冊。

## 一覧
- 「多元宇宙の門」 The Gate of Worlds  （ロバート・シルヴァーバーグ、訳：冬川亘）　1979年
- 「狂った星」 Il Pianetadei Dei Matti  （エルマンノ・リベンツィ、訳：千種堅）　1979年
- 「略奪惑星」 Secret of the Marauder Satellite  （テッド・ホワイト、訳：酒匂真理子）　1981年
- 「星の王子チャーリー」 Star Prince Charlie　（ポール・アンダースン、ゴードン・R・ディクスン、訳：鎌田三平）　1981年
ホーカ・シリーズの長編。「がんばれチャーリー」（ハヤカワ文庫SF）の邦題もあり。
- 「スイートウォーター」 Sweetwater  （ローレンス・イェップ、訳：安田均）